# Roca
|  | Per a altres significats, vegeu «Roca (desambiguació)». |

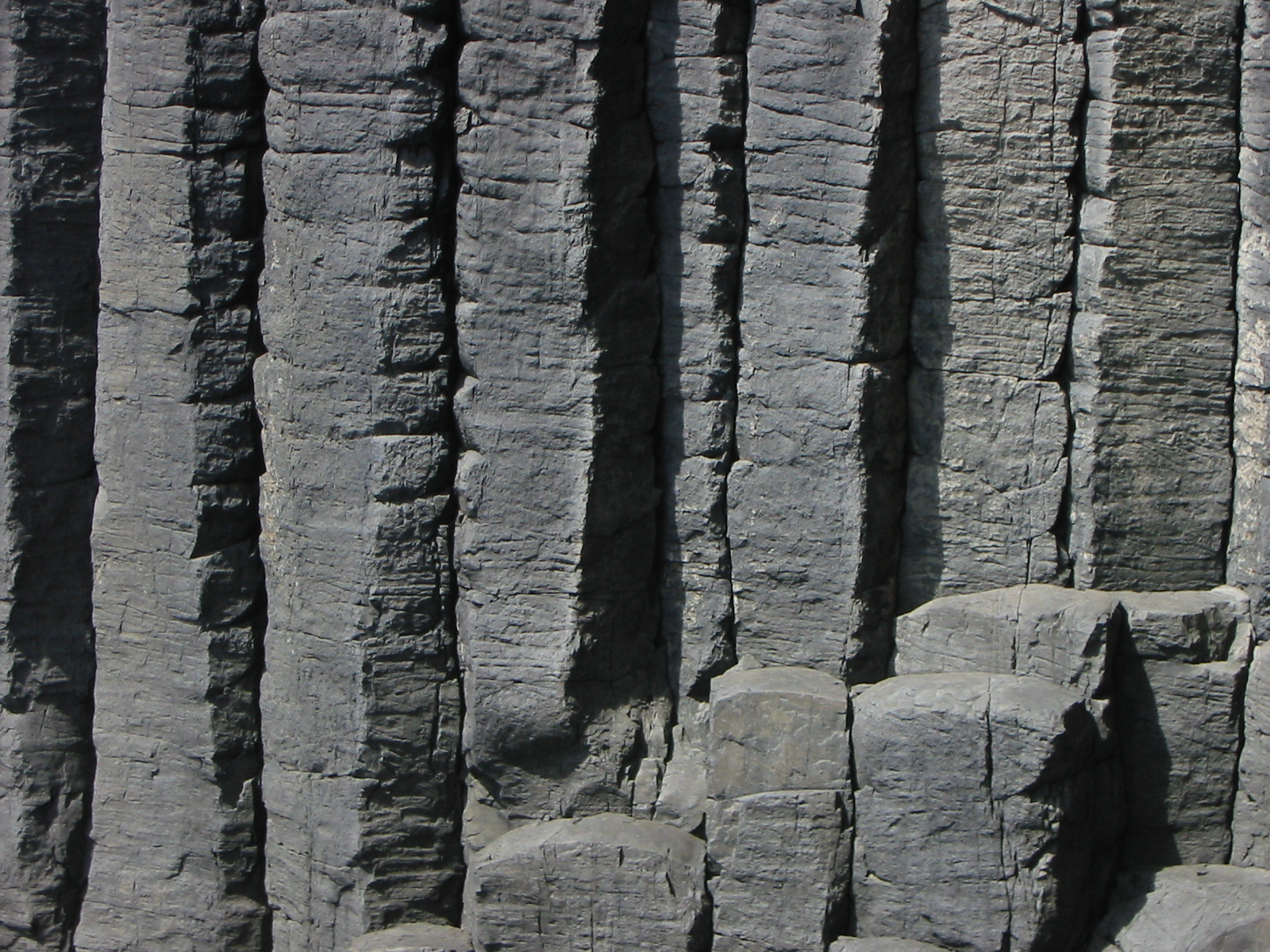
Columnes naturals de basalt a Staffa (Escòcia)

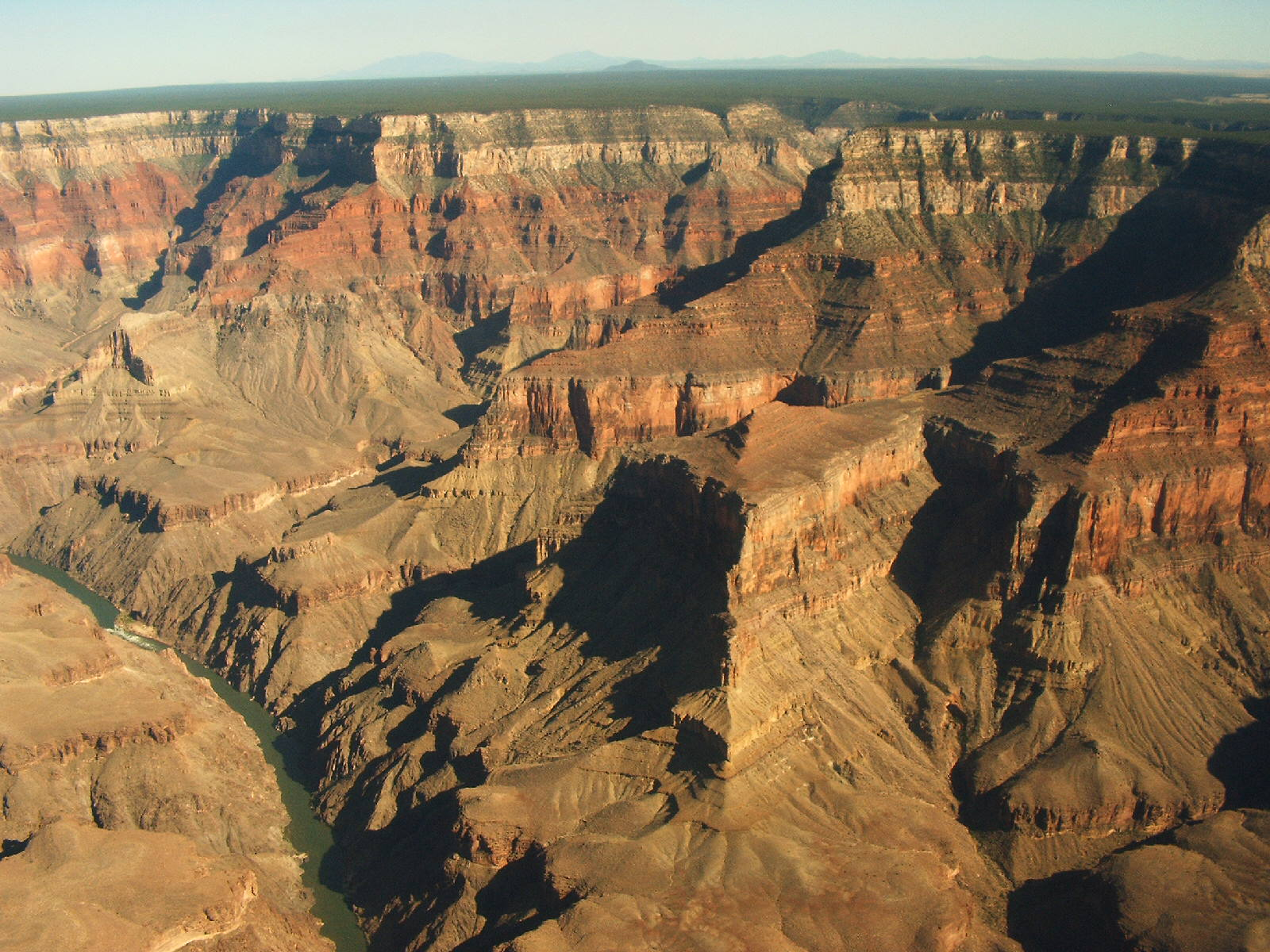
El Gran Canyó (Estats Units) talla diverses capes de roca sedimentària

Una roca és la matèria en estat sòlid que forma part de l'escorça terrestre. En un sentit més concret, s'anomena roca a qualsevol material constituït com un agregat natural d'un o més minerals o d'altres materials, entenent per agregat, un sòlid cohesionat. Les roques són els materials dels que, de manera natural, estan fets el mantell i l'escorça terrestre, i les parts equivalents d'altres cossos planetaris semblants. Es classifiquen en tres grups fonamentals: roques magmàtiques, roques metamòrfiques i roques sedimentàries.
En general, es pot dir que, les roques estan formades per diverses espècies mineralògiques (roques compostes), però també existeixen roques constituïdes per un sol mineral (roques monomineralògiques).
Les roques solen ser materials durs, però també poden ser toves, com passa en el cas de les roques argiloses o les sorres. A més, tot i que les roques poden semblar eternes des d'una perspectiva humana, estan exposades a canvis efectuats per una sèrie de processos geològics que funcionen sobre períodes molt llargs. El cicle litològic descriu una sèrie de processos d'aquest tipus, com es formen els diferents tipus de roques i com es passa d'un tipus a l'altre. Les roques ígnies es formen quan es refreda el magma a l'escorça terrestre, o quan la lava es refreda a la superfície de la Terra o el fons del mar. Les roques metamòrfiques es formen quan les roques existents es troben exposades a una pressió i temperatura tan elevades que es transformen, cosa que es pot produir quan col·lideixen les plaques tectòniques, per exemple. Les roques sedimentàries es formen mitjançant la diagènesi o litificació dels sediments, que al seu torn es formen mitjançant la meteorització, el transport i la deposició de roques existents. Finalment, els meteorits són roques o trossos de metall que cauen a la Terra des de l'espai.
L'estructura, composició i origen de les roques són objecte d'estudi de la petrologia, la mineralogia, la cristal·lografia i la sedimentologia, entre altres disciplines.

## Constitució i classificació
Les roques estan constituïdes, en general, de mescles heterogènies de diversos materials homogenis i cristal·lins, és a dir, de minerals, encara que algunes estan formades per agregats de cristalls o grans d'un sol mineral; són les anomenades roques monominerals. Els minerals essencials són els minerals que caracteritzen la composició d'una determinada roca, els que són més abundants en la constitució de la roca; però, per aquest motiu, no caracteritzen a la roca de la qual formen part. Per exemple, el granit pot contenir zircó i apatita.
Les roques es poden classificar atenent als diferents minerals que la integren, la seva composició química, la textura, la permeabilitat, entre d'altres. En qualsevol cas, el criteri més utilitzat és l'origen, és a dir, el mecanisme de la seva formació. D'acord amb aquest criteri es classifiquen en ígnies (o magmàtiques), sedimentàries i metamòrfiques, encara que es pot considerar part una classe de roques d'alteració, que s'estudien més sovint entre les sedimentàries. Per tant, a l'escorça terrestre es distingeixen tres tipus de roques:
- roques magmàtiques; formades per la solidificació del magma.
- roques metamòrfiques; formades per alteracions de roques ja consolidades en l'escorça terrestre.
- roques sedimentàries; formades com a resultat de l'erosió o d'un precipitat químic.
- meteorits; roques provinents de l'espai i, per tant, alienes a la formació natural de l'escorça terrestre.

Aquests materials estan sotmeses a continuats canvis i a les accions dels agents geològics, segons un cicle tancat ("El cicle de les roques"), anomenat litogènesi, en el qual intervenen fins i tot els éssers vius.

## Tipus de roques

### Roques ígnies
| Exemples de roques ígnies                                                      | Exemples de roques ígnies                                                                |
| ------------------------------------------------------------------------------ | ---------------------------------------------------------------------------------------- |
| - Aglomerat - Alnöita - Andesita - Basalt - Diabasa - Diorita - Gabre - Granit | - Hiperstena - Lava - Obsidiana - Pegmatita - Peridotita - Pòrfir - Porfirita - Pumicita |

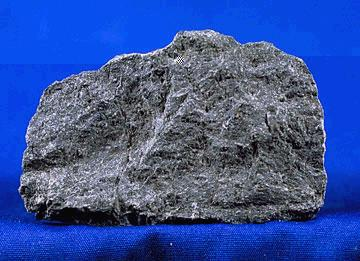
Basalt, un tipus de roca ígnia extrusiva

Les roques ígnies es formen a partir de la solidificació del Magma que s'ha refredat. Estan formades per una massa mineral fosa que inclou gasos dissolts o volàtils.
Les roques ígnies extrusives es formen a la superfície de l'escorça terrestre per mitjà del vulcanisme i també se les pot anomenar "roques volcàniques". Les roques ígnies intrusives, en canvi, es formen quan el magma es refreda a grans profunditats (dins de l'escorça) o quan el magma penetra i es refreda a esquerdes obertes en masses rocoses.
A les roques magmàtiques intrusives el procés és més lent que a les extrusives i estan formades per cristalls gruixuts i recognoscibles. Són, de bon tros, el tipus de roca més abundant, i formen la totalitat del mantell i les parts profundes de l'escorça. Són les roques primàries, el punt de partida per a l'existència a l'escorça d'altres roques. En el cas de les roques volcàniques extrusives, es produeixen quan el magma arriba a la superfície, convertit en lava per desgasificació.
Depenent de la composició del magma de partida, més o menys ric en sílice (SiO₂), es classifiquen en ultramàfiques (o ultrabàsiques), màfiques, intermèdies i siàliques o àcides, essent aquestes últimes les més riques en sílice. En general, són més àcides les més superficials.
Les estructures originals de les roques ígnies són:
- els plutons, formes massives originades a gran profunditat;
- els dics, constituïts en el subsòl com farcits d'esquerdes;
- les colades volcàniques, mantells de lava refredada a la superfície.[4]

Un cas especial és el dels dipòsits piroclàstics, formats per la caiguda de bombes, cendres i altres materials llançats a l'aire per erupcions més o menys explosives. Els cons volcànics es formen amb aquests materials, a vegades alternant amb colades de lava solidificada; són els cons estratificats.

### Roques sedimentàries
La seva etimologia prové del llatí sedimentum i del grec guarrum. Es constitueixen per diagènesi (compactació i cimentació) dels sediments, materials procedents de l'alteració en superfície d'altres roques, que posteriorment són transportats i dipositats per l'aigua, el gel i el vent, amb ajuda de la gravetat o per precipitació des de dissolucions. També es classifiquen com a sedimentaris els dipòsits de materials organògens, formats per éssers vius, com els esculls de corall o els estrats de carbó. Les roques sedimentàries són les que típicament presenten fòssils, restes d'éssers vius, encara que aquests poden observar també en algunes roques metamòrfiques d'origen sedimentari.
Les roques sedimentàries es formen a les conques sedimentàries, les concavitats del terreny on els materials arrossegats per l'erosió són conduïts amb ajuda de la gravetat.
Les estructures originals de les roques sedimentàries es diuen estrats, capes formades per diferents dipòsits, que constitueixen formacions a vegades d'una gran potència o gruix.
La coberta de roques sedimentàries de l'escorça terrestre continental és molt extensa, però la contribució total de les roques sedimentàries s'estima que només el 8% del volum total de l'escorça. Les roques sedimentàries són només una fina capa sobre una escorça composta principalment de roques ígnies i metamòrfiques.

#### Tipus diferents de roques sedimentàries
Les roques sedimentàries es poden categoritzar en grups diferents, basant-se en el seu origen i la seva composició. Les roques clàstiques es poden classificar segons la seva granulometria, mentre que les roques carbonades, les depositades químicament, les organògenes i les piroclàstiques es categoritzen segons la seva composició mineral.

##### Roques clàstiques
Les roques clàstiques es formen per diagènesi de sediments a partir de roques magmàtiques, metamòrfiques o sedimentàries. Es classifiquen segons la mida dels grànuls minerals que contenen.
Les bretxes presenten grànuls bastos i angulars, sovint a la fracció de grava. Els conglomerats tenen grànuls arrodonits fins a la fracció de grava. Els conglomerats en els quals tots els grànuls s'han originat en el mateix tipus de roca es coneixen com a «monomicts», mentre que aquells en els quals els grànuls provenen de tipus de roques diferents es coneixen com a «polimicts».
Els gresos contenen grànuls de sorra i es classifiquen segons el mineral que tenen. Els més comuns són el quars i el feldespat. Els gresos es classifiquen en quatre grans grups: les quarsarenites, que contenen un mínim de 95% de quars, les arcoses, que contenen un mínim de 25% de feldespat, les litarenites, que contenen més fragments de roca que feldespat, i les grauvaques, que són roques argiloses i clorítiques amb grans fins de quars i feldespat.
Les toves contenen argila i quars a la fracció llimosa i no estan estratificades.
Les pissarres contenen en gran part argila llisa, i durant la sedimentació i posterior efecte de la pressió i temperatura s'orienta en la mateixa direcció. A causa d'aquesta orientació, les pissarres es trenquen fàcilment en plaques primes, cosa que no passa amb les toves, més massives.

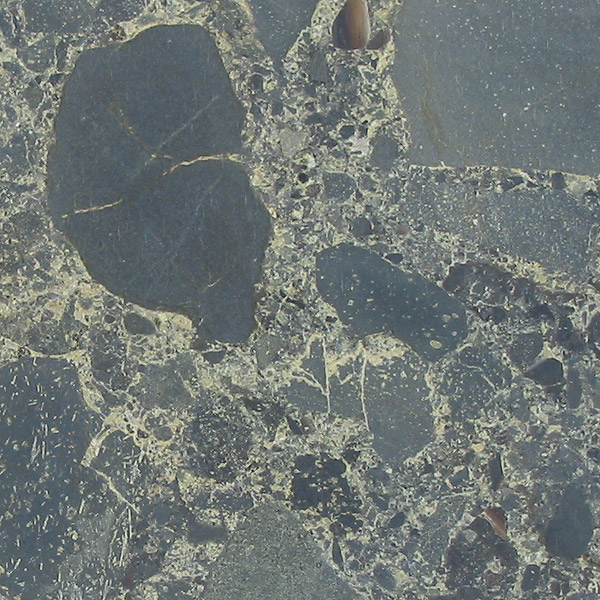
Bretxa
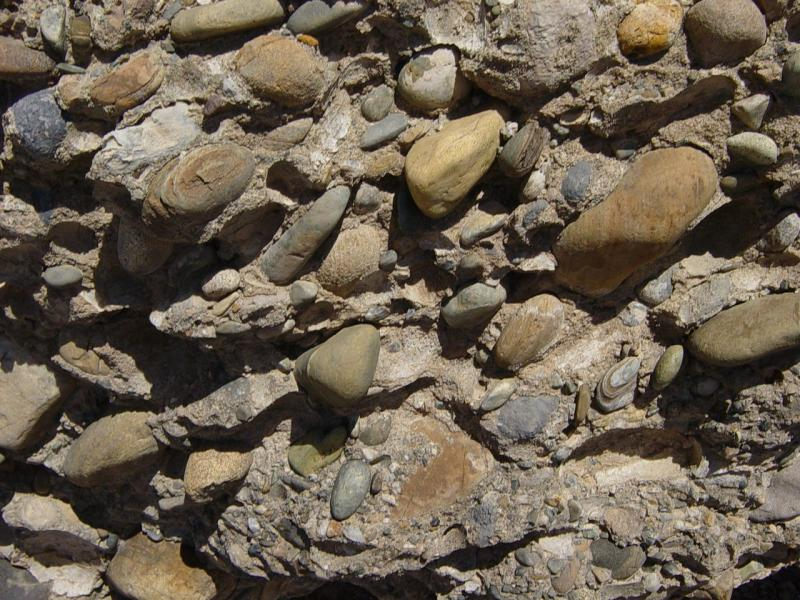
Conglomerat
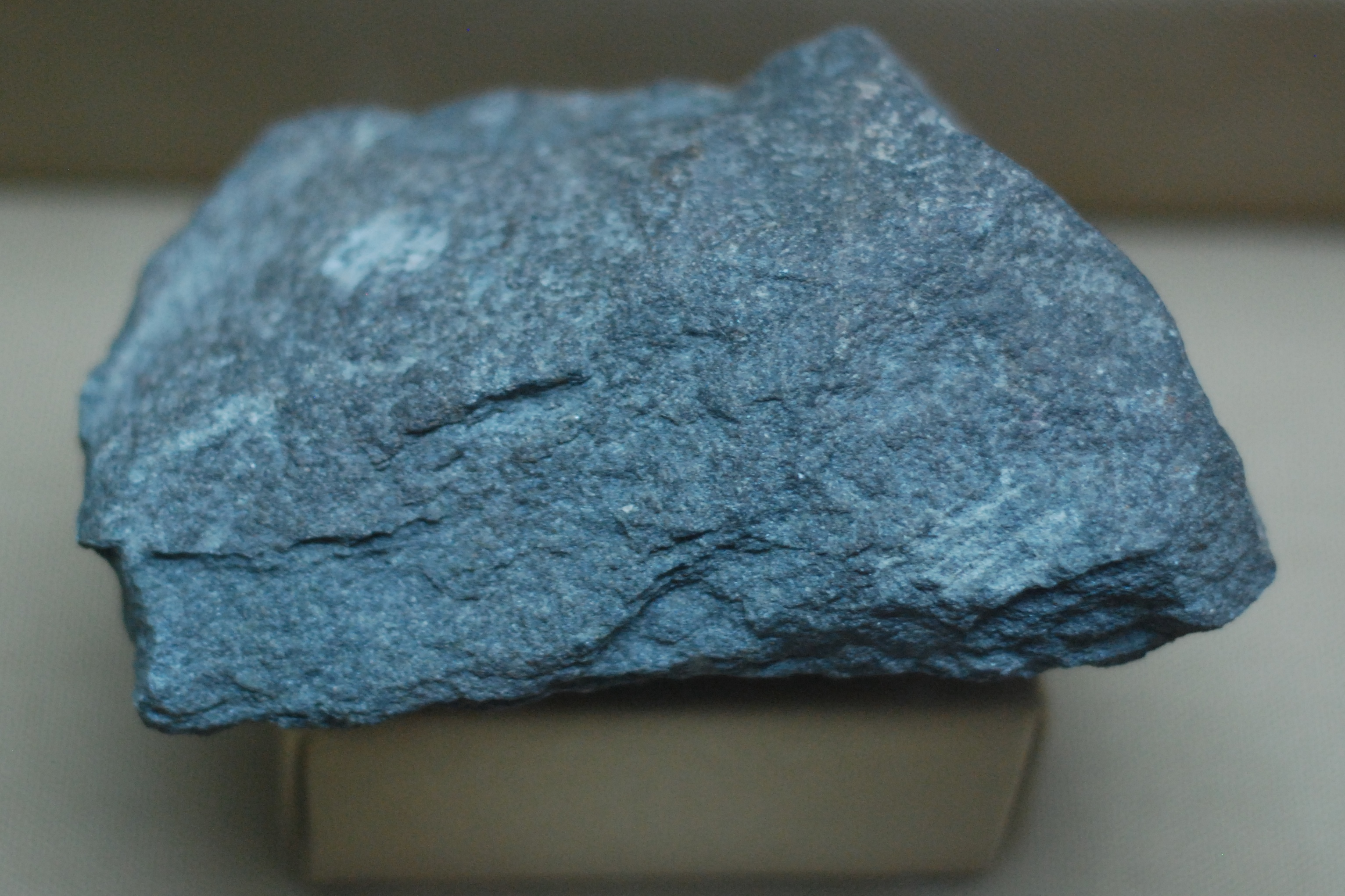
Gres (grauvaca)
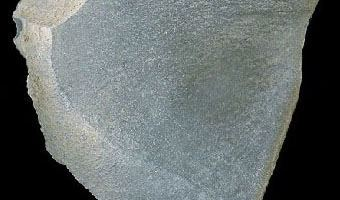
Tova
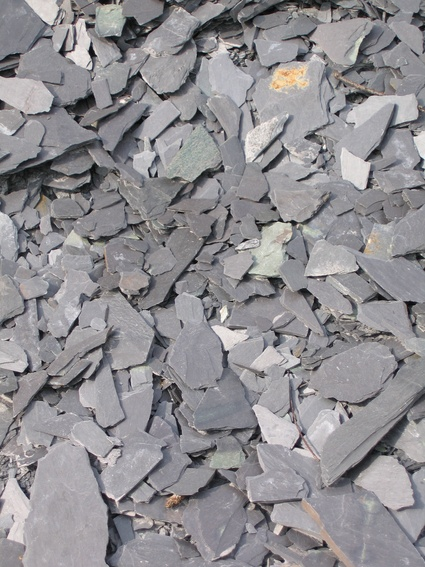
Fragment de pissarra

##### Carbonats
Les pedres calcàries representen un 10–15% de les roques sedimentàries de la Terra. El carbonat de calci (CaCO₃), pot existir en dues formes diferents de mineral: calcita i aragonita, que juntament representen almenys 50% de les roques calcàries.

##### Roques de deposició química
El tipus més comú de roques de deposició química són les evaporites, que es formen quan l'aigua s'evapora i deixa enrere sals solubles que es precipiten.

##### Roques organògenes
Les roques organògenes es formen a partir de material orgànic. Els sediments orgànics sovint són descompostos pels microorganismes, que consumeixen oxigen. Tanmateix, si no hi ha prou quantitat d'oxigen, els microorganismes no poden descompondre totalment aquests sediments, que poden esdevenir roques organògenes. Aquestes roques es poden formar tant a la plataforma continental com al mar. Un exemple de medi continental és el carbó i un de medi marí és la pissarra bituminosa. El contingut de carbó i compostos de carboni pot arribar al 25% i el contingut de sofre al voltant d'un 12%.

##### Roques piroclàstiques
Les roques piroclàstiques es formen quan les partícules que es desprenen durant les erupcions volcàniques cauen i es depositen en sediments.

### Roques metamòrfiques
En sentit estricte, és metamòrfica qualsevol roca que s'ha produït per l'evolució d'una altra anterior en quedar aquesta sotmesa a un ambient energèticament molt diferent del de la seva formació, molt més calent o més fred, o una pressió molt diferent. Quan això passa la roca tendeix a evolucionar fins a assolir característiques que la facin estable sota aquestes noves condicions. El més comú és el metamorfisme progressiu, el qual es dona quan la roca és sotmesa a calor o pressió majors, encara que sense arribar a fondre's (perquè aleshores entrem en el terreny del magmatisme). Però també existeix un concepte de metamorfisme regressiu, quan una roca ha evolucionat a gran profunditat, sota condicions d'elevada temperatura i pressió, i arriba a la superfície, o a prop d'ella, on és inestable i evoluciona per poc que algun factor desencadeni el procés.
Les roques metamòrfiques abunden en zones profundes de l'escorça, per sobre del sòcol magmàtic. Tendeixen a distribuir-se classificades en zones, diferents segons el grau de metamorfisme assolit, segons la influència del factor implicat. Per exemple, quan la causa és la calor alliberat per una bossa de magma, les roques formen una aurèola amb zones concèntriques al voltant del plutó magmàtic. Moltes roques metamòrfiques mostren els efectes de determinades pressions dirigides, que fan evolucionar els minerals i es disposen de manera més laminar, i prenen un aspecte de fulla. Exemples de roques metamòrfiques, són les pissarres, els marbres o les quarsites.

### Meteorits

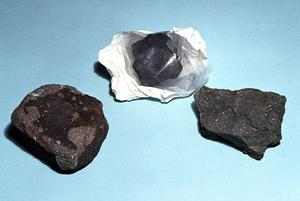
Condrites carbonàcies

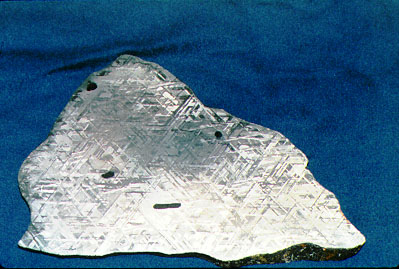
Un fragment de meteorit fèrric amb el típic patró interior d'anells encreuats de ferro i níquel

Un meteorit és una roca que prové de l'espai, és a dir, que no s'ha format a la Terra. Alguns meteorits són restes de la formació del sistema solar fa uns 4.600 milions d'anys. Els meteorits es componen generalment de silicats en un 95% i diversos tipus d'aliatges de ferro i níquel o combinacions d'aquests dos elements pel que fa al 5% restant.
Els meteorits venen sobretot de col·lisions entre petits astres, com ara asteroides, que fan que es desprenguin de l'astre pare i els dirigeixen envers el planeta on acaben caient. Els meteorits són interessants per estudiar, ja que es tracta d'objectes de massa petita que es van formar mitjançant processos geològics diferents dels que intervenen a cossos més grans. Així doncs, els meteorits són més primitius i poden proporcionar més informació sobre la formació i les primeres fases de la història del sistema solar. Altres fonts de meteorits són els nuclis dels cometes, que es descomponen en boles irregulars de grava i pols quan s'acosten massa al Sol. També s'ha trobat una bona vintena de meteorits provinents del planeta Mart i un nombre similar de meteorits de la Lluna.
L'únic cas conegut de meteorits que han quedat enterrats (és a dir, meteorits fòssils) és en un estrat calcari a prop de Göteborg, on hi ha dotze capes de condrites i calcària que es van formar al llarg d'un període d'aproximadament 1,75 milions d'anys durant el període Ordovicià, fa uns 480 milions d'anys.

### Tipus de meteorits
Els meteorits es poden classificar segons el material del qual es componen: pedra, un aliatge de ferro i níquel, o combinacions d'aquestes possibilitats. Aquests grups es descriuen més avall. Els meteorits també es poden categoritzar a l'escala S1–S6 segons el seu metamorfisme de xoc, que no és altra cosa que la deformació i l'escalfament que van sofrir durant el seu impacte contra la Terra. Els meteorits que no es van deformar gaire se solen classificar com a S1. També hi ha dos sistemes per categoritzar els meteorits segons el grau d'alteració que van sofrir en impactar contra la Terra: una escala de la A a la E i una altra de W0 a W6, en les quals els meteorits ben conservats es classifiquen com a A o W0.

#### Condrites
Les condrites es componen de roques màfiques amb un nucli petit que és indicatiu d'una exposició ràpida. Aproximadament un 80% de tots els meteorits són condrites ordinàries. Es van formar durant la fase inicial de la història del sistema solar i formen part del material més antic que se n'ha conservat. La majoria de condrites contenen còndrules, grans esfèrics mil·limètrics, i es creu que es tracta de material de fins a 4.600 milions d'anys d'antiguitat que prové del cinturó d'asteroides. No se sap com es van formar.
Les condrites carbonàcies són meteorits rocosos que contenen petits fragments de material orgànic, incloent-hi aminoàcids, i representen aproximadament un 3% de totes les condrites. Es creu que consisteixen en material no modificat de la nebulosa solar, el núvol de pols a partir del qual es va formar el sistema solar, i tenen una composició isotòpica similar a la del Sol.
Les acondrites són un altre tipus de meteorit rocós que s'assemblen a les roques màfiques i magmàtiques de la Terra i a vegades estan bretxades. Es creu que les acondrites són material provinent d'asteroides grans, incloent-hi l'asteroide massiu Vesta, però també el planeta Mart.

#### Meteorits fèrrics
Els meteorits fèrrics es componen d'aliatges de ferro i níquel, com ara camacita, i representen aproximadament un 3,8% de tots els meteorits. Es creu que es componen de material provinent del nucli d'asteroides que van explotar. Els meteorits metàl·lics es poden subdividir en tres subgrups segons la seva ràtio de níquel/ferro i estructura cristal·lina: les hexahedrites contenen un 4–6% de níquel, les octahedrites en contenen un 6–12% i les ataxites en contenen més d'un 12%. Les estructures cristal·lines de les hexahedrites presenten un patró rectangular, les octahedrites en tenen un d'hexagonal i les ataxites no tenen estructura cristal·lina ben definida. Un altre nom per als meteorits fèrrics és «siderites».

#### Pedres fèrriques
Les pedres fèrriques consisteixen en una mescla aproximadament a parts iguals d'aliatges de ferro i níquel amb silicats. Representen un 0,5% de tots els meteorits. Es creu que es componen de material provinent del límit entre el nucli i el mantell d'un astre.

#### Tectites
Les tectites són objectes vitris que, segons la majoria d'investigadors, es van formar a la Terra com a conseqüència d'un impacte meteòric. Així doncs, les tectites no són meteorits en el sentit estricte de la paraula.

## El cicle de les roques o cicle litològic
En el context del temps geològic les roques pateixen transformacions a causa de diferents processos. Els agents geològics externs produeixen la meteorització, erosió i sedimentació de les roques de la superfície. La interacció entre els diferents tipus de roca, magma i sediment es pot il·lustrar mitjançant el cicle litològic, que descriu el cicle geològic.
El magma pot cristal·litzar a l'escorça de la Terra, donant lloc al que s'anomena roca ígnia intrusiva. Si el magma cristal·litza a la superfície (a través del vulcanisme), se l'anomena roca ígnia extrusiva o volcànica.
Les roques situades a la superfície es troben exposades a forces erosionants i meteoritzants que arranquen i s'enduen fragments de roca (sediments) i els transporten a un lloc amb una energia potencial inferior (sovint el mar). Quan el sediment és cobert per una altra capa de sediment, la pressió augmenta, el sediment es litifica i es converteix en roca sedimentària.
Les roques sedimentàries i ígnies es transformen en roques metamòrfiques en condicions de pressió i temperatura elevades (metamorfosi). L'acció geològica de l'atmosfera, que produeix una degradació, fragmentació i oxidació s'anomena meteorització. Les roques metamòrfiques, sedimentàries i ígnies es poden fragmentar a causa de la meteorització i els materials resultants poden ser atacats per l'erosió i transportats. L'acumulació de fragments de roca desplaçats per la formen derrubis. Quan s'atura el transport dels materials, aquests es dipositen en forma de sediments a les conques sedimentàries, uns sobre altres, formant capes horitzontals (estrats).
Els sediments pateixen una sèrie de processos (diagènesi) que els transformen en roques sedimentàries. Aquelles procedeixen de la compactació i cementació de sediments; es produeixen a les conques sedimentàries, principalment als fons marins.
La compactació és el procés d'eliminació de buits en un sediment, a causa del pes dels sediments que cauen a sobre. La cementació és conseqüència produïda per la compactació; consisteix en la formació d'un ciment que uneix entre si els sediments o els fragments de roques. A vegades aquestes roques també poden ser transportades a tal profunditat que es fonen i es converteixen en nou magma. Això pot passar, per exemple, en una zona de subducció.

## Usos

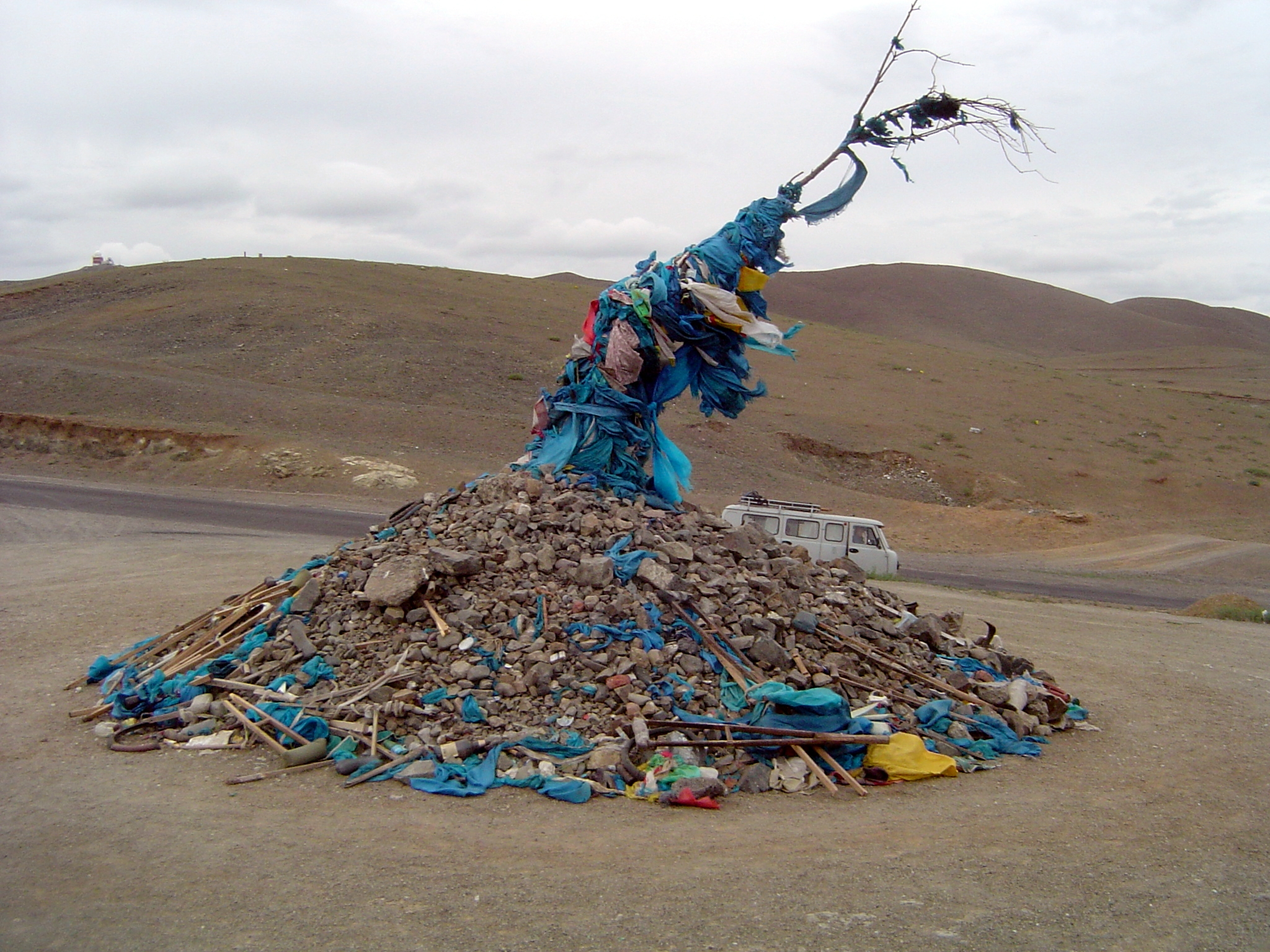
Cairn cerimonial fet amb roques, un ovoo de Mongòlia.

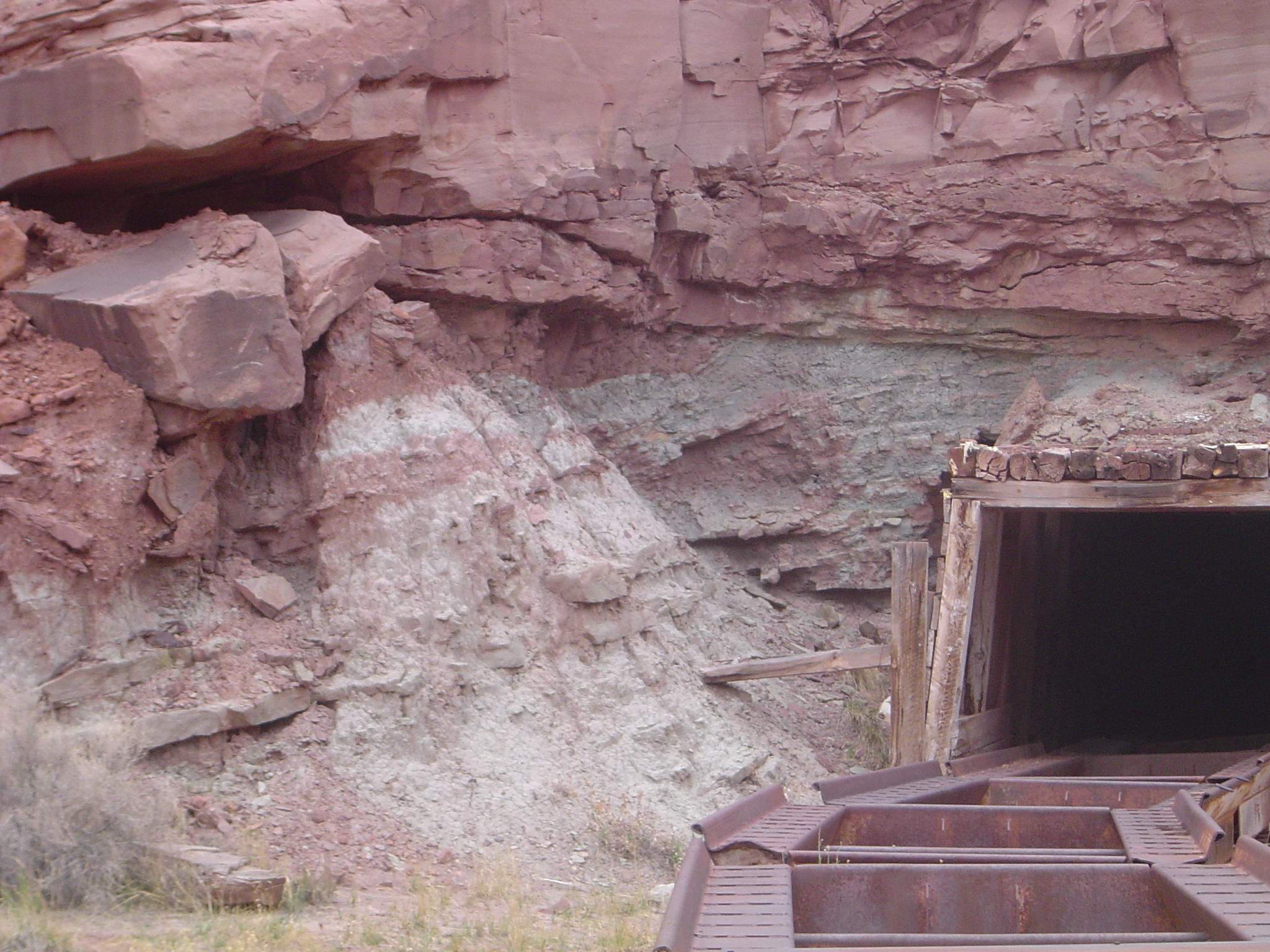
Mina d'urani a prop de Moab (Utah).

L'ús de roques ha tingut un impacte molt significatiu sobre el desenvolupament cultural i tecnològic de la raça humana. Els humans i altres homínids utilitzen roques des de fa més de dos milions d'anys. La tecnologia lítica és una de les tecnologies més antigues i més utilitzades contínuament. La mineria de roques per extreure'n el contingut de mena metàl·lica ha estat un dels factors impulsors del desenvolupament humà més importants. El desenvolupament de les civilitzacions ha progressat a un ritme diferent a les diverses regions del món, en part a causa del tipus de metalls disponibles a les roques de la regió.
La prehistòria i la història de la civilització es classifiquen en edat de pedra, edat del bronze i edat de ferro. Tot i que l'edat de pedra ja ha arribat a la seva fi pràcticament a tot arreu, es continua fent servir roques per construir edificis i infraestructures. Quan se les utilitza per a aquesta aplicació, les roques són denominades pedres.

## Galeria

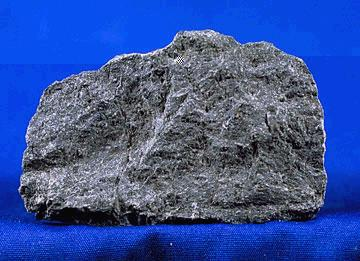
Basalt, una roca ígnia
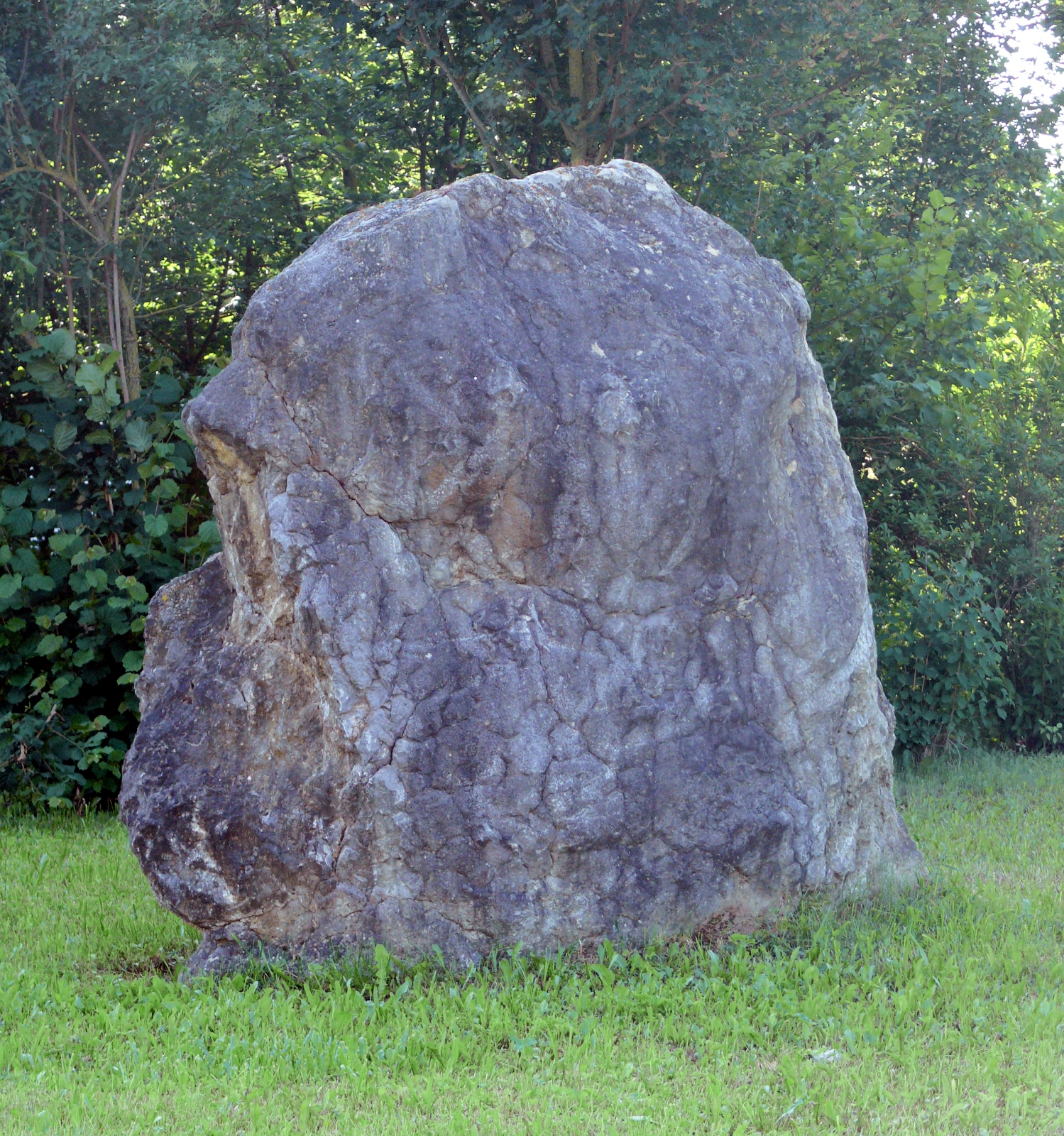
Pedra calcària, una roca sedimentària
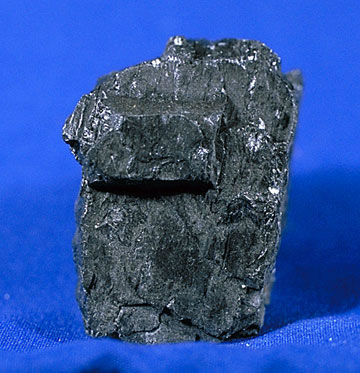
Carbó, una roca sedimentària
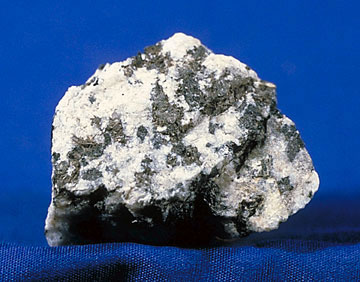
Diorita, una roca ígnia
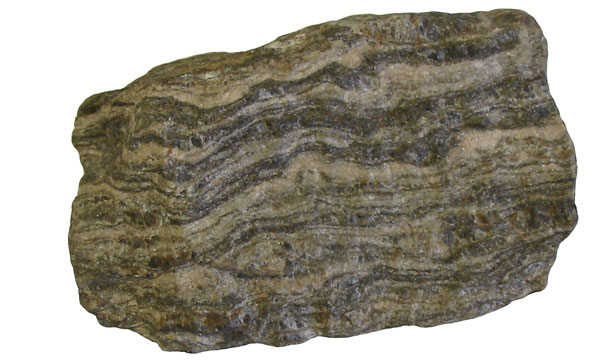
Gneis, una roca metamòrfica
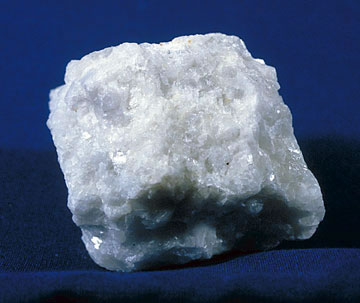
Marbre, una roca metamòrfica
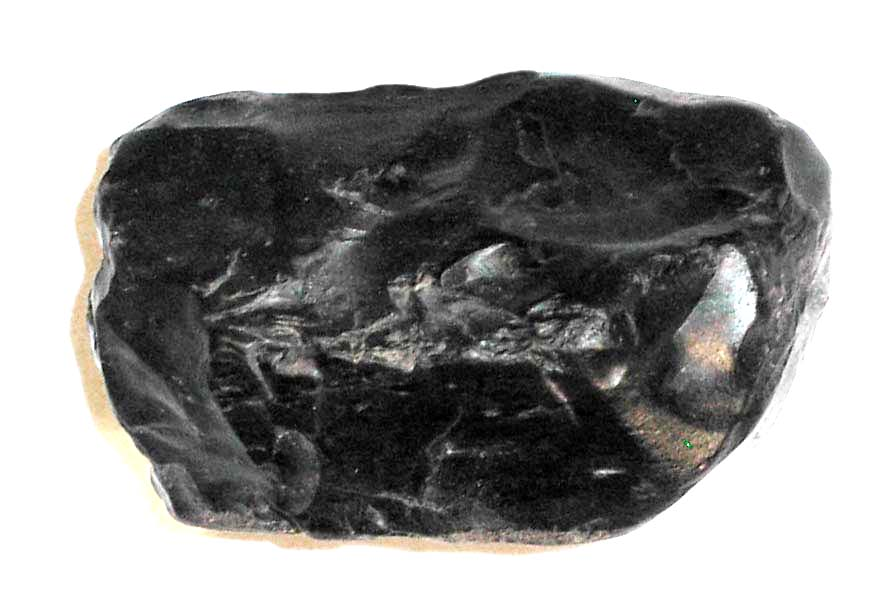
Sílex, una roca sedimentària
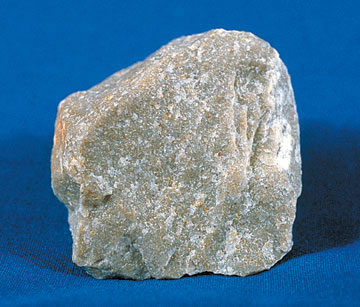
Quarsita, una roca metamòrfica